# Campionat del món de ciclisme en pista de 1996
El Campionat Mundial de Ciclisme en Pista de 1996 es va celebrar a Manchester (Anglaterra) entre el 28 d'agost i l'1 de setembre de 1996. Les competicions es van celebrar al Velòdrom de Manchester. En total es va competir en 12 disciplines, 8 de masculines i 4 de femenines.

## Resultats

### Masculí
| Prova                     | Or                                                                             | Argent                                                                        | Bronze                                                              |
| Velocitat individual      | Florian Rousseau · França                                                      | Marty Nothstein · Estats Units                                                | Darryn Hill · Austràlia                                             |
| Velocitat per equips      | Austràlia · Darryn Hill · Gary Neiwand · Shane Kelly                           | Alemanya · Jens Fiedler · Michael Hübner · Sören Lausberg                     | França · Laurent Gané · Florian Rousseau · Hervé Thuet              |
| Persecució individual     | Chris Boardman · Regne Unit                                                    | Andrea Collinelli · Itàlia                                                    | Francis Moreau · França                                             |
| Persecució per equips     | Itàlia · Andrea Collinelli · Adler Capelli · Cristiano Citton · Mauro Trentini | França · Phillippe Ermenault · Cyril Bos · Jean-Michel Monin · Francis Moreau | Alemanya · Guido Fulst · Danilo Hondo · Thorsten Rund · Heiko Szonn |
| Quilòmetre contrarellotge | Shane Kelly · Austràlia ·                                                      | Sören Lausberg · Alemanya ·                                                   | Jan Van Eijden · Alemanya ·                                         |
| Cursa per punts 40 km     | Joan Llaneras Rosselló · Espanya ·                                             | Michael Sandstød · Dinamarca ·                                                | Silvio Martinello · Itàlia ·                                        |
| Keirin                    | Marty Nothstein · Estats Units                                                 | Gary Neiwand · Austràlia                                                      | Frédéric Magné · França                                             |
| Madison 50 km             | Silvio Martinello · Marco Villa · Itàlia ·                                     | Scott McGrory · Stephen Pate · Austràlia ·                                    | Andreas Kappes · Carsten Wolf · Alemanya ·                          |

### Femení
| Prova                     | Or                              | Argent                         | Bronze                         |
| Velocitat individual      | Félicia Ballanger · França      | Annett Neumann · Alemanya      | Magali Humbert-Faure · França  |
| Persecució individual     | Marion Clignet · França         | Lucy Tyler-Sharman · Austràlia | Antonella Bellutti · Itàlia    |
| 500 metres contrarellotge | Félicia Ballanger · França ·    | Annett Neumann · Alemanya      | Michelle Ferris · Austràlia ·  |
| Cursa per punts 25 km     | Svetlana Samokhalova · Rússia · | Jane Quigley · Estats Units ·  | Goulnara Fatkoulina · Rússia · |

## Medaller
| Pos. | País         | Or | Plata | Bronze | Total |
| 1    | França       | 4  | 1     | 4      | 9     |
| 2    | Austràlia    | 2  | 3     | 2      | 7     |
| 3    | Itàlia       | 2  | 1     | 2      | 5     |
| 4    | Estats Units | 1  | 2     |        | 3     |
| 5    | Rússia       | 1  |       | 1      | 2     |
| 6    | Espanya      | 1  |       |        | 1     |
| 6    | Regne Unit   | 1  |       |        | 1     |
| 8    | Alemanya     |    | 4     | 3      | 7     |
| 9    | Dinamarca    |    | 1     |        | 1     |